# Uniwersytet w Erfurcie
Uniwersytet w Erfurcie, Uniwersytet Erfurcki (niem. Universität Erfurt) – niemiecki publiczny uniwersytet w Erfurcie, założony w 1379, otwarty w 1392, zamknięty w 1816, ponownie utworzony w 1994.